# Ulrich Pinner
Ulrich „Uli“ Pinner (* 7. Februar 1954 in Zittau) ist ein ehemaliger deutscher Tennisspieler.
Er gehörte in den 1970er Jahren und zu Beginn der 1980er Jahre zu den besten deutschen Tennisspielern, führte von 1978 bis 1980 die deutsche Rangliste an. Zu seinen größten Erfolgen zählt der Gewinn der Swiss Open (Endspiel gegen Peter McNamara) im Jahr 1979. In dieser für das deutsche Tennis wenig erfolgreichen Zeit erreichte er im Einzel Platz 19 der ATP-Weltrangliste. In den Jahren 1973 und 1978 war er Deutscher Meister im Tennis. Er spielte wie sein Bruder, Rolf Pinner, in der Tennis-Bundesliga jahrelang für den Klub Blau-Weiß Neuss, mit dem er mehrfach Deutscher Mannschaftsmeister wurde.
1978 war er die Nr. 1 der deutschen Tennisrangliste vor Klaus Eberhard (2.), Andreas Maurer (3.), Rolf Gehring (4.) und Werner Zirngibl (5).
Uli Pinner spielte für die deutsche Davis-Cup-Mannschaft neben Rolf Gehring im Einzel und zusammen mit Werner Zirngibl im Doppel.

## Turniersiege

### Einzel
| Nr. | Datum         | Turnier   | Belag | Finalgegner    | Ergebnis      |
| --- | ------------- | --------- | ----- | -------------- | ------------- |
| 1   | 23. Juli 1978 | Stuttgart | Sand  | Kim Warwick    | 6:2, 6:2, 7:6 |
| 2   | 15. Juli 1979 | Gstaad    | Sand  | Peter McNamara | 6:2, 6:4, 7:5 |

### Challenger Tour
| Nr. | Datum         | Turnier    | Belag | Finalgegner | Ergebnis      |
| --- | ------------- | ---------- | ----- | ----------- | ------------- |
| 1.  | 4. April 1981 | Barcelona  | Sand  | Miguel Mir  | 6:3, 6:1      |
| 2.  | 5. Juli 1981  | Travemünde | Sand  | Peter Elter | 6:4, 4:6, 6:3 |